# Аркадный контроллер

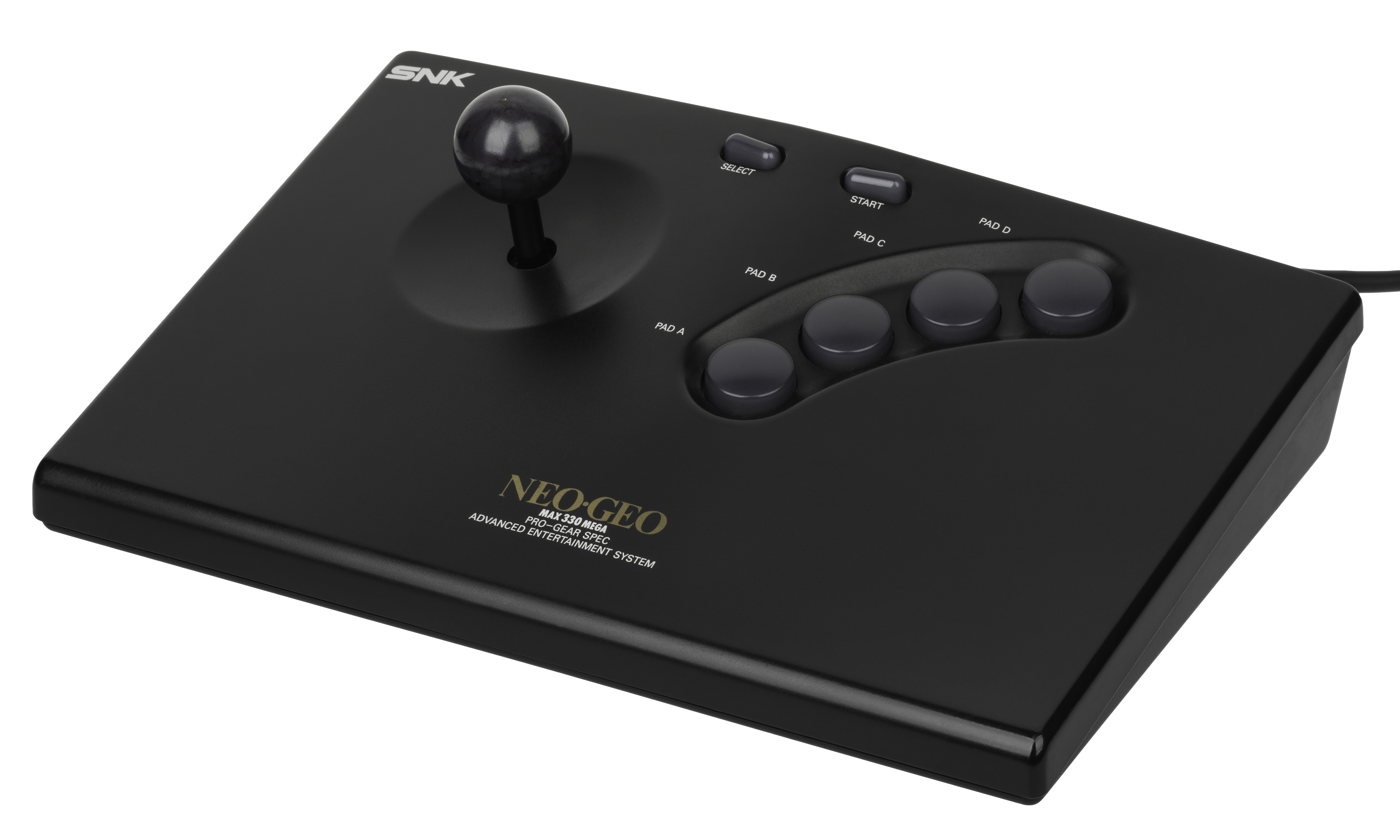
Аркадный контроллер для Neo-Geo AES

Аркадный контроллер — это устройство ввода, разработанное для использования в аркадных автоматах. Обычно контроллер состоит из джойстика и нескольких кнопок. Иногда присутствует трекбол или руль. Такие устройства обычно используются в коммерческих целях. Они отличаются большей долговечностью по сравнению с имитирующими устройствами для домашнего пользования.

## Устройство джойстика
Обычный джойстик использует цифровой формат передачи данных для регистрации движений. В большинстве современных джойстиках используются 8 направлений, что позволяет совершать движения по диагонали. Существуют аналоговые джойстики, способные регистрировать движение по 49 направлениям. Многие игры золотого века аркадных компьютерных игр используют лишь движение по 4 или 2 направлениям, что может вызвать проблемы совместимости.
Большинство джойстиков имеют форму шара или капли на палке. Форма джойстика и материал рукояти зависят от личных предпочтений и уровня комфортабельности.
Ограничитель определяет допустимое отклонение джойстика. Основная причина использования ограничителя заключается в том, что более ранние игровые автоматы не могут правильно принимать команды с джойстика с 8 направлениями. Например, игра Pac-Man, использующая только 4 направления, запрограммирована на то, чтобы принимать лишь новые команды. Если пользователь будет удерживать джойстик в нижнем положении, а затем отклонит его направо, то игра получит команду на движение по диагонали, которая она не сможет распознать, и Пак-Ман продолжит двигаться вниз.
Обычно подобные проблемы исправляются ограничителем квадратной формы или формы клевера, чтобы не допустить отклонения джойстика по диагонали.

## Контроллеры для домашнего пользования
К началу 2000-х было распространено мнение, что домашние консоли на тот момент недостаточно мощные, чтобы воспроизводить в точности игры с аркадных автоматов. Соответственно, аркадные контроллеры не получали большого распространения как устройства домашнего пользования.
Тем не менее, в 1990 году компания SNK выпустила домашнюю версию собственной игровой приставки для аркадных автоматов, которая была названа Neo-Geo AES. Она запускала все игры, выпущенные для аркадных автоматов SNK. В комплекте вместо геймпада шёл аркадный контроллер, джойстик которого был многими признан лучшим на 2D-консолях.
Sega Dreamcast, выпущенная в 1998 году, могла воспроизводить 3D-игры, почти похожие на аркадные. Это стало возможно благодаря техническому сходству Dreamcast и аркадному автомату Sega NAOMI. Появление на ПК эмуляторов аркадных автоматов толкнуло многих производителей на производство собственных аркадных джойстиков. Возможность играть в игры аркадного качества дома привела к тому, что популярность аркадных автоматов в 2000-х начала падать.

## Хитбоксы
Хитбоксы — контроллеры, выпускаемые компанией Hit Box, или их аналоги — отличаются от типичных аркадных контроллеров отсутствием джойстика; вместо него на панели присутствует ещё несколько кнопок для левой руки, наподобие упрощенной клавиатуры. Это устройство, специально предназначенное для игр-файтингов, было разработано братьями Брайаном и Дастином Хассерами. Кнопки хитбокса отвечают и за атаки, и за перемещение персонажа; использование точных микропереключателей позволяет игроку хорошо контролировать перемещение персонажа и одновременно с этим легче исполнять сложные приемы и комбинации — например, характерного для многих файтингов приёма Dragon Punch, обычно требующего Z-образного движения джойстика.
Хитбоксы неоднократно становились предметом споров в киберспортивной среде — не дают ли они игрокам несправедливого преимущества перед соперниками, использующими обычные аркадные контроллеры. Одной из непредусмотренных возможностей хитбоксов оказалась поддержка играми одновременного ввода нескольких основных направлений (англ. simultaneous opposite cardinal direction, SOCD), что позволяло игроку с хитбоксом, например, блокировать атаки с обеих сторон одновременно или непрерывно повторять приемы, которые обычно требуют паузы для восстановления. Чтобы этого не происходило, микропрограммное оснащение многих хитбоксов включает в себя встроенные средства устранения SOCD (англ. SOCD cleaners); тем не менее, хитбокс в любом случае функционирует иначе, чем обычный аркадный контроллер, и в перспективе может давать игроку несколько иные возможности. В 2016 году в преддверии Genesis 4 — крупного чемпионата по игре Super Smash Bros. Melee, одним из организаторов которого был сам разработчик хитбокса Дастин Хассер — широко обсуждалась возможность запрета хитбоксов как нечестного, ставящего игроков в неравные условия средства ввода. После 2016 года японский киберспортсмен Юскэ Хосино, известный как Gafro, начал выпускать собственные хитбоксы, функционирующие несколько иным образом, чем хитбоксы от Hit Box; их использовали различные сильные игроки, в том числе Дайго Умэхара. В 2019 году компания Capcom запретила Дайго Умэхаре использовать сделанный по заказу хитбокс на турнире Combo Breaker по Street Fighter V.